# Olympische Sommerspiele 1960/Teilnehmer (Vereinigte Arabische Republik)
| Gelbes Symbol für Goldmedaillen mit stilisierten Olympischen Ringen | Graues Symbol für Silbermedaillen mit stilisierten Olympischen Ringen | Braundes Symbol für Bronzemedaillen mit stilisierten Olympischen Ringen |
| ------------------------------------------------------------------- | --------------------------------------------------------------------- | ----------------------------------------------------------------------- |
| —                                                                   | 1                                                                     | 1                                                                       |

Die Vereinigte Arabische Republik nahm an den Olympischen Sommerspielen 1960 in Rom mit einer Delegation von 74 männlichen Athleten an 34 Wettkämpfen in zwölf Sportarten teil.
Die Athleten der VAR gewannen je eine Silber- und Bronzemedaille. Der Ringer Osman El-Sayed sicherte sich im Fliegengewicht des griechisch-römischen Stils die Silbermedaille, während der Boxer Abdelmoneim El-Guindi, ebenfalls im Fliegengewicht, Bronze gewann.

## Teilnehmer nach Sportarten

### Boxen
- Abdelmoneim El-Guindi
Fliegengewicht: Bronze
- Salah Shokweir
Leichtgewicht: im Viertelfinale ausgeschieden
- Sayed El-Nahas
Halbweltergewicht: im Viertelfinale ausgeschieden
- Moussa El-Gelidi
Mittelgewicht: im Achtelfinale ausgeschieden

### Fechten
Männer
- Mohamed Gamil El-Kalyoubi
Florett: in der 1. Runde ausgeschieden
Florett Mannschaft: 9. Platz
- Moustafa Soheim
Florett: in der 1. Runde ausgeschieden
Florett Mannschaft: 9. Platz
- Ahmed El-Hamy El-Husseini
Florett: in der 1. Runde ausgeschieden
Florett Mannschaft: 9. Platz
- Farid El-Ashmawi
Florett Mannschaft: 9. Platz
- Sameh Abdel Rahman
Florett Mannschaft: 9. Platz
- Ahmed Zein El-Abidin
Florett Mannschaft: 9. Platz

### Fußball
- in der Gruppenphase ausgeschieden
Raafat Attia
Ali Mohamed Badawi
Rifaat El-Fanaguili
Mahmoud El-Gohary
Alaa El-Hamouly
Mohamed El-Sherbini
Amin El-Esnawi
Adel Mohamed Hekal
Fathi Khorshid
Samir Qotb
Abdou Noshi
Nabil Nosseir
Mohamed Morsi Hussein
El-Sayed Mohamed Rifai
Saleh Selim
Abdou Selim
Yaken Hussain

### Gewichtheben
- Hosni Abbas
Federgewicht: 6. Platz
- Moustafa El-Shalakani
Federgewicht: 10. Platz
- Fawzi Rasmy
Leichtgewicht: 12. Platz
- Amer El-Hanafi
Mittelgewicht: 9. Platz
- Abdel Khadr El-Sayed El-Touni
Mittelgewicht: Wettkampf nicht beendet
- Mohamed Ali Abdel Kerim
Halbschwergewicht: Wettkampf nicht beendet
- Mohamed Mahmoud Ibrahim
Schwergewicht: 4. Platz

### Leichtathletik
- Moustafa Abdel Kader
100 m: im Vorlauf ausgeschieden
- Mahmoud Atter Abdel Fattah
Weitsprung: 37. Sprung

### Reiten
- Mohamed Selim Zaki
Springreiten: 26. Platz
Springreiten Mannschaft: 4. Platz
- Gamal El-Din Haress
Springreiten: 28. Platz
Springreiten Mannschaft: 4. Platz
- Elwi Gazi
Springreiten: ausgeschieden
Springreiten Mannschaft: 4. Platz

### Ringen
- Osman El-Sayed
Fliegengewicht, griechisch-römisch: Silber
- Kamel Ali El-Sayed
Bantamgewicht, griechisch-römisch: in der 1. Runde ausgeschieden
- Moustafa Hamil Mansour
Federgewicht, griechisch-römisch: 9. Platz
- Ben Ali
Weltergewicht, griechisch-römisch: in der 2. Runde ausgeschieden

### Rudern
- Abdallah Gazi
Achter mit Steuermann: im Halbfinale ausgeschieden
- Abdel Sattar Abdel Hadj
Achter mit Steuermann: im Halbfinale ausgeschieden
- Mohamed Abdel Sami
Acher mit Steuermann: im Halbfinale ausgeschieden
- Abdel Fattah Abou-Shanab
Achter mit Steuermann: im Halbfinale ausgeschieden
- Taha Hassouba
Achter mit Steuermann: im Halbfinale ausgeschieden
- Saleh Ibrahim
Achter mit Steuermann: im Halbfinale ausgeschieden
- Ibrahim Mahmoud
Acher mit Steuermann: im Halbfinale ausgeschieden
- Abdel Mohsen Saad
Achter mit Steuermann: im Halbfinale ausgeschieden
- Abbas Khamis
Achter mit Steuermann: im Halbfinale ausgeschieden

### Schießen
- Ali El-Kashef
Schnellfeuerpistole 25 m: 45. Platz
- Hussam El-Badrawi
Trap: 12. Platz
- Hassan Moaffi
Trap: Wettkampf nicht beendet

### Turnen
Männer
- Ismail Abdallah
Einzelmehrkampf: 86. Platz
Boden: 105. Platz
Pferdsprung: 58. Platz
Barren: 31. Platz
Reck: 70. Platz
Ringe: 59. Platz
Seitpferd: 108. Platz
Mannschaftsmehrkampf: 15. Platz
- Ahmed Goneim
Einzelmehrkampf: 89. Platz
Boden: 108. Platz
Pferdsprung: 63. Platz
Barren: 87. Platz
Reck: 87. Platz
Ringe: 85. Platz
Seitpferd: 89. Platz
Mannschaftsmehrkampf: 15. Platz
- Ahmed Dakkeli
Einzelmehrkampf: 96. Platz
Boden: 96. Platz
Pferdsprung: 108. Platz
Barren: 85. Platz
Reck: 61. Platz
Ringe: 55. Platz
Seitpferd: 110. Platz
Mannschaftsmehrkampf: 15. Platz
- Abdel Vares Sharraf
Einzelmehrkampf: 101. Platz
Boden: 113. Platz
Pferdsprung: 95. Platz
Barren: 111. Platz
Reck: 106. Platz
Ringe: 30. Platz
Seitpferd: 95. Platz
Mannschaftsmehrkampf: 15. Platz
- Selim El-Sayed
Einzelmehrkampf: 109. Platz
Boden: 108. Platz
Pferdsprung: 89. Platz
Barren: 81. Platz
Reck: 107. Platz
Ringe: 117. Platz
Seitpferd: 116. Platz
Mannschaftsmehrkampf: 15. Platz
- Ahmed Issam Allam
Einzelmehrkampf: 110. Platz
Boden: 103. Platz
Pferdsprung: 117. Platz
Barren: 23. Platz
Reck: 93. Platz
Ringe: 110. Platz
Seitpferd: 120. Platz
Mannschaftsmehrkampf: 15. Platz

### Wasserball
- in der Vorrunde ausgeschieden
Mohamed Abdel Aziz Khalifa
Amin Abdel Rahman
Ibrahim Abdel Rahman
Mohamed Azmi
Moustafa Bakri
Moukhtar Hussain El-Gamal
Gamal El-Nazer
Dorri El-Said
Abdel Aziz El-Shafei
Mohamed Abdel Hafiz

### Wasserspringen
- Ahmed Moharran
Kunstspringen 3 m: 28. Platz
Turmspringen 10 m: 24. Platz
- Ali Mohamed Muheeb
Kunstspringen 3 m: 32. Platz
- Moustafa Hassan
Turmspringen 10 m: 25. Platz